# Rossa Matilda Richter
Rossa Matilda Richter (Londres, 1863-Peckham, 8 de diciembre de 1937), también conocida por su nombre artístico Zazel o La Petite Lulu, fue una artista circense, actriz, cantante, bailarina, empresaria inglesa, que se convirtió en la primera persona en realizar el acto de bala de cañón humana.
Comenzó a actuar desde pequeña, practicando acrobacias aéreas  como caminar sobre una cuerda floja en una antigua iglesia de Londres. Practicó ballet, gimnasia y trapecio cuando tenía 6 años de edad, y, a los 12 años, salió de gira con una compañía de acróbatas itinerante. En 1877, cuando tenía 14 años, fue la primera persona en ser despedida desde un cañón, frente a una gran multitud en el Royal Aquarium.
Los periodistas y el público expresaron su preocupación por la seguridad de la artista desde el momento de sus primeras actuaciones. Richter fue citada por un legislador como una de las razones para la propuesta de una normativa en Inglaterra que evitara las acrobacias peligrosas, lo que la llevó a llevar el espectáculo a los Estados Unidos. Recorrió Europa y América del Norte con circos como Ringling Brothers and Barnum & Bailey Circus, ejecutando la cuerda floja, el trapecio y los saltos de gran altura, además de la bala de cañón humana. A lo largo de su carrera, sufrió varios accidentes y lesiones, el más grave de los cuales terminó su carrera en 1891.
Además de su labor en el circo, fundó una compañía de ópera con su esposo e interpretó algunos papeles de canto en sus producciones. También dedicó tiempo a escribir y realizar exposiciones para promover el uso de las redes de seguridad.

## Biografía

### Primeros años
Richter nació en Londres en 1863, sus padres provenían de Dresde (Alemania). Su padre, Ernst Richter, era un conocido agente de talentos que proporcionaba artistas y animales a circos y otras producciones. Su madre, Susanne Richter, era bailarina en un circo, y tuvo una hermana mayor. De niña, le enseñaron a caer correctamente antes de que le enseñaran a realizar acrobacias en altura, practicó en una antigua iglesia en Londres, donde su cable se extendía desde el coro hasta la galería, con una red de seguridad abajo.
Comenzó su carrera como artista a una corta edad, a los cuatro o cinco años, cuando interpretó a una de las hermanas de Cenicienta en una pantomima en el Raglan Music Hall. Aunque solo estaba sustituyendo a otro niño que se había enfermado, según el periódico New York Clipper "cumplió el papel tan bien que se convirtió en la favorita" y dio una serie de actuaciones adicionales en el teatro Drury Lane. Recibió clases de ballet de un instructor respetado y posteriormente se dedicó a la gimnasia, aprendiendo de los maestros Stergenbach y los hermanos Levanti. Richter también se volvió activa como trapecista desde que tenía seis años, actuando por primera vez en el teatro Garrick en Whitechapel. Durante algunas de estas primeras actuaciones, usó el nombre artístico, La Petite Lulu.
Con doce años, se unió a un grupo itinerante de acróbatas japoneses o siameses (de Siam, hoy Tailandia), con quienes perfeccionó las habilidades de equilibrio que desarrollaría a lo largo de su carrera en el circo. Viajaron para realizar espectáculos en Dublín, Marsella y Toulouse. Según el New York Clipper, "fue conocida como la única "niña japonesa" que visitó Europa, y recibió muchas medallas como recompensa por su audacia y habilidad". Durante un espectáculo en Toulouse, sufrió el primero de muchos accidentes en una actuación, cayendo durante un acto de trapecio. Su lesión le impidió actuar por un corto tiempo. Richter regresó a su casa en Londres en 1873.

### Bala de cañón humana y presentaciones en el Royal Aquarium

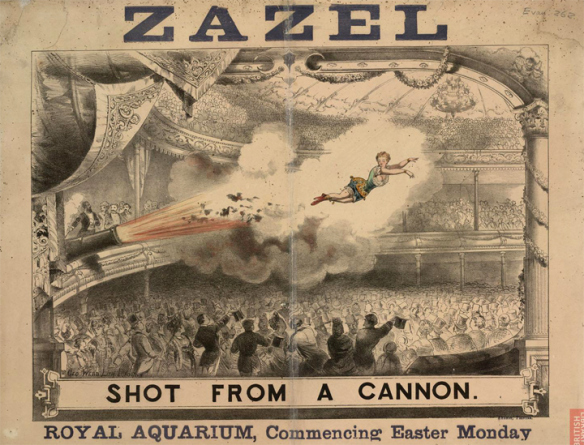
Afiche que promocionaba el acto de bala de cañón humana de Richter

El acto de bala de cañón humana fue concebido por William Leonard Hunt, un temerario canadiense que se hacía llamar "El Gran Farini". Era conocido tanto por sus propias actuaciones de funambulismo, como cuando cruzó las Cataratas del Niágara, y por los artistas de alto perfil que representó. Antes de Richter, el acto más conocido de Farini fue su hijo adoptivo Samuel Wasgate. A partir de 1870, Farini lo vistió con ropa de mujer y comenzó a hacer presentaciones publicitarias de sus actos, otorgándole el nombre de "The Beautiful Lulu". El acto de Lulu fue muy exitoso, y se hizo famoso por las acrobacias que involucraban a Wasgate siendo lanzado por una catapulta, ya sea hacia una red o hasta un trapecio. No fue hasta que un accidente grave lo envió al hospital que su verdadera identidad se dio a conocer. El acto de catapulta de Lulu llevó a Farini a concebir un acto basado en cañones. En 1871, años antes de su primera exhibición pública, presentó una patente en Estados Unidos por "un aparato nuevo y útil para proyectar personas y artículos en o por el aire". Cuando el Royal Aquarium de Londres lo contrató para mejorar su rentabilidad, lo hizo a través de actos espectaculares como la bala de cañón humana.
Su padre estaba familiarizado con el trabajo de Farini, y había jurado años atrás que "nunca contaría con un perro mío, mucho menos una hija, para sus peligrosas actuaciones. De hecho, ¿qué diría la Sociedad para la Prevención de la Crueldad a los Animales a Farini por disparar incluso a un burro desde un cañón?". Sin embargo, su madre no era tan protectora, y consiguió que su padre firmara un acuerdo con el canadiense al engañarlo para creer que no era con Farini sino con uno de sus amigos, y que la participación de Richter solo consistiría en cantar y bailar.
En abril de 1877, a los 14 años de edad, Richter se convirtió en la primera persona en realizar el acto de bala de cañón humana, utilizando el nombre artístico de "Zazel, la hermosa bala de cañón humana". El periódico Mackay Mercury escribió que el evento "la arrojó de las fauces de la muerte a los brazos de la fama". Fue despedida desde un cañón, viajando por el aire y aterrizando en una red. Las crónicas del evento varían según la distancia recorrida, entre 6,1 metros (20 pies) y 21,3 metros (70 pies). El cañón usaba resortes de goma para limitar la distancia que recorrería. Aunque Farini había presentado otra patente en Inglaterra en 1875 (y en Estados Unidos en 1879) para una adaptación del cañón a fin de usar explosivos, se utilizó una explosión de pólvora solo como efecto especial durante el espectáculo.
La mayoría de las fuentes, incluido el Libro Guinness de los récords, citan a Richter como la primera bala de cañón humana. Sin embargo, tal aseveración ha sido impugnada por algunas personas que afirman que dos artistas circenses conocidos como "The Australian Marvels", Ella Zuila y George Loyal, realizaron el acto unos años antes. Zuila y Loyal fueron contratados por Adam Forepaugh, un propietario de circo estadounidense que se enteró de que su rival, P. T. Barnum, podría llevar a Richter a América del Norte. El dúo era una atracción destacada en el circo de Forepaugh y fueron comparados con Richter por las similitudes en sus acrobacias aéreas. Sin embargo, los trucos como balas de cañón que realizaban ambos artistas tenían algunas diferencias, ya que en vez de ser disparados desde un cañón a una red, Loyal era despedido desde el cañón y posteriormente atrapado por Zuila, quien estaba colgando boca abajo, con las rodillas afirmadas en la barra de un trapecio.
Richter se presentó en el Aquarium durante un prolongado período de tiempo, actuando a veces dos veces en un día y, a menudo, en una sala llena de público. El espectáculo podría atraer a decenas de miles de personas a una sola actuación. Farini también la llevó a actuar en otros lugares de Europa occidental. Louis Cooke escribió en The Billboard que "el silencio sin aliento que siempre precedió al acto mientras se estaba preparando solo aumentaba su intensidad, y el elegante arco de la joven que tenía la temeridad y la fuerza muscular para resistir el impacto y la presencia mental para guiar su vuelo nunca dejó de recibir una ronda de aplausos entusiastas". Una escritora de The Illustrated Sporting and Dramatic News escribió una efusiva crítica del acto, después de haberlo visto varias veces, en el número del 26 de mayo de 1877. Elogió "su confianza inquebrantable, la facilidad graciosa y la rapidez de sus movimientos, junto con su rostro placenteramente sonriente, [que] destruye todo sentido de temor por su seguridad en la mente de la audiencia, y les permite disfrutar del espectáculo de su extraordinaria agilidad, fuerza y terriblemente atrevidas hazañas, con sensaciones agradables, aunque muy excitantes". La autora describió la mezcla de ansiedad y deleite que el público experimentaba, y observó que entre los fanáticos se encontraba el futuro rey Eduardo VII, quien presuntamente asistió a dos de sus exhibiciones cuando era Príncipe de Gales.

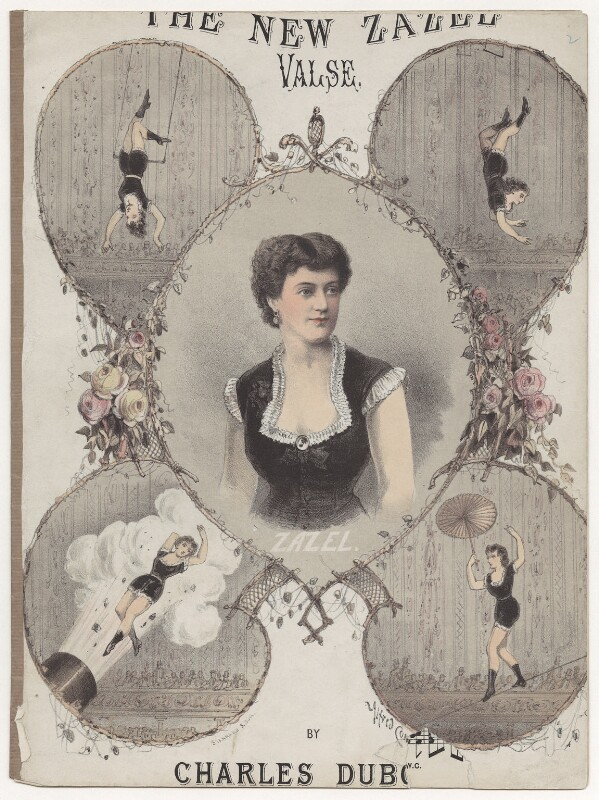
Afiche de Alfred Concanen que promociona "El nuevo vals de Zazel" compuesto por Charles Dubois.

Sus presentaciones eran a menudo acompañadas por música. En el Aquarium, el director musical Charles Dubois compuso algunos valses para Richter, que fueron destacados en parte del material publicitario del espectáculo. Farini también escribió una canción, Zazel, que fue interpretada por George Leybourne y publicada por Musical Bouquet.
La bala de cañón humana no fue su único acto, y Richter además comenzó a realizar saltos de gran altura durante aquel periodo, también en el Aquarium. Para ese truco, saltaba desde una plataforma elevada a una red, aumentando gradualmente la distancia con el tiempo hasta alcanzar un máximo de 29,6 metros (97 pies). The West Australian describió que la joven comenzaba sobre el arco del proscenio del teatro, caía 27,4 metros (90 pies) en la red, y luego aparecía para sonreír al público. También caminó por la cuerda floja, aumentando la dificultad a veces renunciando a la barra de equilibrio estándar. También realizaba algunos trucos sobre el cable, como correr, pararse sobre un pie, poner canastas sobre sus pies, acostarse o sentarse sobre el cable, girar alrededor mientras lo sostenía con las rodillas y, finalmente, saltar y caer unos 30 metros en una red. The Era escribió que sus saltos eran "asombrosos" y que "ella es maravillosamente inteligente y elegante" en la cuerda floja.

### Accidentes y reacción del público
Una vez que el acto de la bala de cañón humana se hizo popular, la gente comenzó a protestar por el peligro percibido del espectáculo e intentó detenerlo sin éxito. Las quejas llegaron hasta el Ministro del Interior, Richard Assheton Cross, quien le dijo al gerente del Aquarium, Wybrow Robertson, que sería responsable en caso de que le ocurriera un accidente a Richter. Como respuesta, Robertson invitó al propio Cross a ser disparado desde el cañón.
El primer accidente sufrido por Richter con este acto ocurrió en el Aquarium, seguido de otro en Portsmouth en 1879, donde la red que solía atraparla estaba podrida debido al desgaste y se cayó. Aunque no se rompió ningún hueso, su condición era lo suficientemente grave como para no poder actuar al día siguiente. El periódico The Citizen escribió acerca de la indignación expresada por los controles de seguridad aparentemente descuidados que habían pasado por alto el mal estado de la red: "Si el público exige exhibiciones tan enfermizas ... entonces, sin duda, es el deber de los que tienen autoridad el ver que la precaución es una realidad, y no una farsa". The Graphic insistió en "¿Cuándo se hará que el ministro del Interior vea la necesidad de poner un poco de moderación a las hazañas acrobáticas sensacionales suicidas, que ahora son, para nuestra vergüenza, sea esto dicho, tan populares?" Una edición de 1880 de The Orchestra también regañó a las audiencias, diciendo que estos actos "prueban el morboso gusto del público que se deleita en tales exposiciones".
Después del accidente de Portsmouth, Ernst Richter fue a la oficina del periódico Truth para hablar con uno de sus escritores. Había publicado la opinión de que alguien debería impedir que ella realizara un acto tan peligroso, y Ernst fue a preguntarles cómo podía lograr eso. Temía por su seguridad y quería alejarla de Farini y sus trucos. Para entonces, Ernst había abandonado el negocio del entretenimiento, había trabajado como ingeniero y se había separado de Susanna, con quien Rossa vivía y que no planteaba tales objeciones al potencial peligro de sus acrobacias. Ernst dijo que "los periódicos dicen que alguien debería interferir para impedirle arriesgar su vida por dinero. Soy su padre y quiero interferir [...] Cuando se dispara el cañón, sus miembros deben estar rígidos. Si por error se dispara demasiado pronto, puede morir. Cuando aterriza, si no cae de forma ligera, se romperá una extremidad, y si la red de abajo está podrida, como en Portsmouth, podría morir". El reportero de Truth admitió que no sabía mucho acerca de la ley, pero dijo que debería hablar con un magistrado para preguntar cómo obtener una orden judicial, opinando que el sistema de justicia debería "evitar que las niñas y los niños arriesguen su extremidades para que, con o sin el consentimiento de sus padres, sus jefes puedan obtener ganancias".
Más tarde, ese mismo año, el 15 de diciembre de 1879, Richter cayó durante una presentación de trapecio en Chatham (Kent). El New York Clipper informó que la red no parecía tener mucha protección en el lugar donde aterrizó, y que ella "estaba en un estado aparentemente sin sentido", exclamando "¡Me mataron, me mataron!" cuando fue sacada del escenario. Richter no resultó herida de gravedad y luego volvió a presentarse con las manos vendadas, "y evidentemente sufría de gran nerviosismo".
En 1880, Edward Jenkins presentó el Proyecto de Ley de Acróbatas y Gimnastas a la Cámara de los Comunes, cuyo objetivo era prevenir acrobacias peligrosas. Hubo un rechazo inicial a la idea basada en la noción de que también podría prohibir las actuaciones acrobáticas menos peligrosas, a lo que Jenkins aclaró que realmente tenía como objetivo a un puñado de artistas, incluida Zazel. Hubo un extenso debate del proyecto, gran parte del cual se centró en cómo trazar la línea entre los actos peligrosos y los aceptables. Muchos años después, Richter dio su opinión sobre las intervenciones legales en una entrevista con John Squire, que luego fue publicada en Solo & Duet: "Muchos de los hombres que se entrometían en el Parlamento crearon una comisión al respecto y aprobaron una ley que me prohibía hacerlo". "¡Oh, me sentí mal! [...] Me encantaba. No tenían derecho a despojarme de mi oficio si me encantaba. Era ambiciosa. Quería ser grandiosa. Verás, era mi arte".

### De gira con Barnum & Bailey y otros circos
La relación entre Richter y Farini era más cercana a la de empleador-trabajador que a la de colaboradores, por lo que Farini recibió la mayor parte de las ganancias de los lucrativos espectáculos que realizaba, que ascendían a 120-200 libras esterlinas por semana. En 1879, un reportero observó que cuando Richter viajaba a diferentes lugares, lo hacía con un billete de tren normal: "se podría haber supuesto que aquellos que obtienen grandes beneficios de las actuaciones inteligentes pero peligrosas ... habrían pagado por ella una pequeña diferencia entre un billete de primera y segunda clase desde Sloane Square hasta St. James's Park". Según P. T. Barnum, quien había viajado a Londres para ver la actuación, Richter le suplicó que se la llevara. Estaba molesta por la pequeña parte del dinero que recibía de Farini, siendo que ella era la estrella del acto y corría los respectivos riesgos físicos de las acrobacias.
Farini se encargó de dar a conocer que el acto de Richter le pertenecía, publicando avisos a tal efecto. Cuando Richter comenzó a exigir más dinero, Farini empezó a entrenar en secreto a otras jóvenes para que actuaran como ella. No está claro cuándo y en qué medida se presentaron las otras "Zazels", pero el número de actos que usaron ese nombre se hizo tan común que Richter comenzó a referirse a sí misma como "la Zazel original".
En 1880, durante la tramitación del proyecto de ley de Acróbatas y Gimnastas, Farini y Richter abandonaron Inglaterra. La acróbata actuó con el Barnum & Bailey Circus durante una temporada, actuando en Francia y luego en los Estados Unidos. Su debut en Nueva York el 8 de abril de 1880 "fue exitoso en todos los aspectos y recibió un ferviente aplauso", según el Clipper. Aunque era más conocida como bala de cañón humana, Richter continuó realizando otros actos aéreos, como los saltos de gran altura y el trapecio. Regresó a Europa con Farini en noviembre de 1881, permaneció poco tiempo y regresó a los Estados Unidos en 1882, iniciando una gira con el Inter-Ocean Show de John B. Doris.

### Ópera
Richter se casó con George Oscar Starr, quien trabajaba como agente de prensa para Barnum; y, juntos, se tomaron un tiempo lejos del circo. Entre otras actividades, fundaron la Starr Opera Company en 1886. Tenían la intención de que fuera accesible a una audiencia popular, e incluso organizaron un concierto para los reos de la prisión estatal de Michigan. Aunque se había informado que la acróbata cantaba una canción llamada "It Is So Easy" después de algunas actuaciones de circo, no era especialmente conocida como cantante. Sin embargo, desempeñó varios papeles en la ópera cómica, incluyendo una actuación como Regina en La princesse de Trébizonde y Eliza en Billee Taylor, or The Reward of Virtue. Según el Clipper, Richter "demostró que no solo tenía una excelente voz, sino también la gracia y la acción que solo la larga experiencia y el estudio pueden dar al artista".

### Regreso a la vida circense y educación en seguridad pública
Cuando a George Starr le ofrecieron un puesto como director del Barnum & Bailey, Richter decidió volver a la vida del circo. También comenzó a usar su experiencia para educar al público y a los trabajadores de seguridad pública sobre la utilidad y el potencial de las redes de seguridad, por ejemplo, para atrapar a personas que saltan de edificios en llamas. Vestida con ropa normal de calle, incluyendo joyas y un sombrero, se arrojaba por la ventana de un edificio a una red. Una edición de 1892 de The West Australian describe una de esas exposiciones: "Nunca hubo una gimnasta más intrépida que esta Zazel, que saltó despreocupadamente de una ventana del cuarto piso a una red para ilustrar las posibilidades de la red como un medio para salvar vidas. Ató un cordón robusto alrededor de sus faldas y, levantando la cabeza hacia arriba y hacia atrás, saltó hacia el centro de la red con tanta confianza y con tanta gracia como mi señora sale de su carruaje".
Durante varios años, se ofreció como voluntaria para abogar por el uso de redes como herramientas para salvar vidas. Además de realizar acrobacias, escribió sobre el tema para personas que vivían en edificios altos y trabajó con The Evening Sun para dar a conocer sus ideas, lo que desató un debate al respecto en todo Estados Unidos. Según el Clipper, "recibió el agradecimiento del Departamento de Bomberos de Nueva York por su valentía y consejos, y la prensa se unió para alabar editorialmente sus acciones".
En 1891, mientras recorría los Estados Unidos con el circo de Adam Forepaugh, estuvo a punto de morir durante un espectáculo en Nuevo México. Richter realizó su presentación con el cañón, así como en un cable tensado. El cable estaba a unos 40 pies del suelo, y se extendía desde un lado de la carpa del circo hasta dos postes que se unían en el centro, los que contaban con una plataforma. Según un testigo entrevistado en el Mackay Mercury, se suponía que los postes debían estar unidos con una lámina de acero, pero esta no se incluyó. Cuando la acróbata estaba en el cable, comenzando a levantar un paraguas, les hizo una señal a sus compañeros de trabajo, quienes pensaron que quería que apretaran el cable. Cuando lo hicieron, los postes se separaron y Richter cayó al suelo.  Cayó sobre sus manos y rodillas, y uno de los postes le golpeó la espalda. Cuando se movieron los postes y alguien la levantó, su cuerpo no pudo enderezarse. Dos hombres tiraron de sus hombros y piernas para enderezarla. La multitud entró en pánico y se escucharon gritos. El testigo dijo que era "el accidente más horrible que he presenciado [...] y he visto muchos accidentes". Richter se había roto la espalda. Los profesionales médicos locales brindaron tratamiento a corto plazo antes de que la llevaran a instalaciones en Nueva York. El accidente efectivamente la retiró de su carrera circense, y pasó varios meses enyesada de cuerpo entero.

### Últimos años
Richter y su marido regresaron a Inglaterra, para vivir en una casa en Upper Norwood. Starr falleció en 1915 y solicitó ser incinerado y que sus cenizas se extendieran a los "cuatro vientos" en un viaje en barco entre el Reino Unido y los Estados Unidos. Las leyes británicas no lo permitían, pero su esposa cumplió su deseo en secreto al año siguiente y luego regresó a Inglaterra. En una edición de The Bystander en 1933, Richter declaró que vivía sola en el sur de Inglaterra, y que disfrutaba jugando a la ruleta cuando tenía la oportunidad. Murió el 8 de diciembre de 1937 en el hospital Camberwell House en Peckham.

## Imagen y legado
Los reportes de prensa de las actuaciones de Richter destacaban el espectáculo del acto, así como su valentía y atletismo. The West Australian escribió que "nunca hubo una mujer gimnasta más intrépida", y agregó que "el miedo era para ella una entidad desconocida". El hecho de saltar desde edificios para demostrar la funcionalidad de una red de seguridad probó que era valiente incluso fuera de los confines de una carpa de circo. The Clipper dijo que "personalmente, Zazel es brillante, inteligente y destaca por sus actos de caridad".
Aunque era joven, Richter fue sexualizada en el material publicitario desde la época de sus primeras actuaciones como Zazel. Mientras The Illustrated Sporting and Dramatic News explicó que las mujeres podían apreciar su atletismo, también proporcionó varias descripciones de su figura "perfecta". Brian Tyson especuló que, mirando los materiales publicitarios, carteles y folletos, parte del atractivo del acto pudo haber sido que "para encajar en el cañón, tenía que deshacerse de la mayor parte de su ropa victoriana". El pintor George Frederic Watts afirmó que ella era "la mujer más valiente que vi" y que su "forma [era] la más perfecta que él había visto". Cuando Watts le pidió que fuera su modelo para un retrato, la hermana de la acróbata la acompañó en esa oportunidad. Richter le dijo a The Bystander que en algún momento le preguntó a su gerente, probablemente Farini, si debía donar el retrato de Watts a la National Portrait Gallery. "Él solo se rió y dijo '¡qué querrían en la National Gallery con una imagen tuya!'". A partir de 2018, la galería tiene tres retratos suyos en sus colecciones: dos litografías de Alfred Concanen y otra de un artista desconocido.
Según los historiadores Janet Davis y Peta Tait, las artistas de circo como Richter desafiaron los estereotipos de la feminidad a través de actos que demostraron hazañas descaradas de fuerza y agilidad. Algunos comenzaron a pensar que en realidad era un hombre vestido de mujer. Tait argumentó que el acto del cañón, realizado generalmente al final del espectáculo, no solo servía para proporcionar una conclusión poderosa, sino también para equilibrar sus demostraciones más físicas de atletismo de sus otros actos con un carácter más feminizado y relativamente pasivo: "una bella dama disparada desde un monstruoso cañón". La descripción del espectáculo de Shane Peacock también destaca esta dinámica: "Farini se paró frente al cañón, luciendo malvado con su barba negra, ordenando a la dulce y hermosa joven Zazel que entrara al mortero, y encendiendo la mecha con una gran expresividad, la envió a través del gran salón [del Aquarium] a una red de su propia invención". Un comentarista escribió extensamente sobre sus talentos, apariencia y personalidad, diciendo que "su naturaleza era tan pura y brillante como su rostro y su forma eran hermosos". Continuando con su "pureza", continuó diciendo que "los príncipes buscaron su favor, pero Zazel siguió siendo la niña y la mujer pura que es hoy. Su pureza fue reconocida por la reina Victoria". Los promotores circenses destacaban la domesticidad de sus estrellas femeninas para no ser vistas como demasiado revolucionarias en términos de igualdad de las mujeres. Los entrevistadores le preguntaban a Richter sobre la vida en el circo, y su matrimonio con Starr facilitó la discusión sobre la vida sana y casi tradicional de los artistas. Le dijo a un entrevistador, hablando en nombre de las mujeres en el circo en general, que "el instinto doméstico es muy fuerte entre las mujeres del circo, por la razón de que se ven privadas de la vida hogareña gran parte del año. Ella encuentra una salida de muchas maneras, una de las cuales es pedirle al chef a cargo del vagón restaurante que le permita hornear un pastel". La combinación de declaraciones sobre la fuerza de las artistas intérpretes o ejecutantes femeninas con descripciones halagadoras de su belleza y figura puede haber servido para un equilibrio de similar función.
El acto del cañón de Richter inspiró una escena en el burlesque de Henry James Byron, Little Doctor Faust, cuando se presentó en el Gaiety Theatre. El personaje de Nellie Farren se subía a un cañón, escapando por una trampilla oculta en el escenario mientras su coestrella, Edward O'Connor Terry, usaba una baqueta para simular la preparación del cañón para disparar. Después de una explosión, ella volvía corriendo desde el otro lado del escenario. Durante una presentación de la obra, el acto tuvo una ejecución fallida cuando la trampilla no se abrió, lo que provocó que cuando su coprotagonista comenzó a usar la baqueta, la golpeara a ella en lugar del interior del cañón. Improvisando, Terry preguntó "¿Estás dentro? ¿Estás lejos? ¿Estás casi lejos?", un juego de palabras basado en su nombre, "Nellie Farren". La escena y la improvisación de Terry recibieron una respuesta tan entusiasta de parte del público que fueron repetidas en presentaciones posteriores.
Young Man's Fancy, una película de comedia británica de 1939 escrita y dirigida por Robert Stevenson y coescrita por Roland Pertwee, muestra a un personaje basado en Richter. Anna Lee interpretó el papel de Ada, una bala de cañón humana irlandesa.